# Cá trê đen
Cá trê đen (Danh pháp khoa học: Clarias fuscus) là một loài cá trê trong họ Clariidae. Đây là loài cá có giá trị kinh tế và có thể sử dụng làm một số vị thuốc. Chúng còn được gọi là cá trê Hồng Kông (Hong Kong catfish).

## Phân bố
Cá nước ngọt, sống ở ao, hồ, ruộng nước có nhiều bùn, tối tăm. Về mùa đông, cá trê rúc trong bùn, nằm im tránh rét. Ăn tạp nhưng chủ yếu là động vật không xương sống nhỏ, cá con. Mùa sinh đẻ vào tháng 3-6 hàng năm.

## Mô tả
Thân cá trên đen dài, có da trần nhẵn, bóng. Đầu dẹt bằng, thân và đuôi dẹt bên, mang cá là một bộ phận đặc biệt gọi là hoa khế làm cho cá có thể sống trên cạn được lâu. Miệng rộng, hướng ra phía trước, có răng sắc nhọn, có 4 đôi râu dài, mắt nhỏ, lỗ mũi cách nhau khá xa. Vây lưng và vây hậu môn rất dài, các tia vây gần bằng nhau, vây đuôi tròn, vây ngực có tia gai ngắn, cứng, khía răng cưa, vây bụng nhỏ.
Màu sắc của cá là màu đen hoặc nâu đen, bụng nhạt hơn. Trong thịt cá trê chứa 16,5% protid, 11,9% lipid, 20 mg% Ca, 21 mg% P, 1 mg% Fe, 0,1 mg% vitamin B1, 0,04 mg% B2, 1,4 mg%PP và cung cấp 178 calo trong 100g thịt. Thịt cá trê đen có vị ngọt, tính bình, không độc, có tác dụng bổ huyết, giảm đau, sinh tân, ích khí.

## Giá trị
Thịt cá trê om hay hầm là món ăn và vị thuốc rất tốt cho cơ thể đang suy yếu, người mới ốm khỏi. Cá trê giã nhỏ với lá cỏ xước, rồi nấu với lá vông nem, ăn cả cái lẫn nước chữa sa dạ con; với than quả bồ kết (0,5-1g) lại chữa viêm phế quản. Thuốc giải độc có cá trê (1 con) làm thịt, bỏ ruột, lấy chu sa đã thủy phi, tán bột mịn (1g) rắc đều vào cá, nướng chín. Ăn với ít muối hoặc nước mắm làm 3-4 lần trong ngày. Cách thủy phi chu sa: mài chu sa vào bát sứ. Dùng nam châm hút hết mùn sắt. Cho nước vào, khuấy đều, để lắng. Gạn bỏ nước trong. Lại thêm nước, khuấy đều. Lấy cặn gói vào giấy màu đen, phơi nắng đến khô.